# Lista de primazes de Ocrida
Esta é a lista de bispos, arcebispos e patriarcas, primazes da Sé com cátedra de Ocrida.

## Bispo de Licnidos
Bispos de Licnidos, antiga cidade no Lago de Ocrida, predecessora da atual cidade de Ocrida.
- Zózimo e Dionísio (343) - Mencionados no Concílio de Sárdica;
- Anatólio (449) - Mencionado no Segundo Concílio de Éfeso;
- Laurêncio (515) - Bizantino;
- Teodorito (519) - Signatário do "libellus" de Hormisda.

## Bispos de Ocrida
Bispos da Igreja búlgara autônoma, com cátedra em Ocrida, sob a jurisdição de Constantinopla, estabelecida no VIII Concílio Ecumênico (870).
- Gabriel (879) - Participou do Quarto Concílio de Constantinopla.[1]

- Clemente (886-916) - Considerado o primeiro bispo búlgaro.

## Patriarcas búlgaros em Ocrida (972-1018)
Primazes da Igreja Patriarcal da Bulgária, com cátedra em Ocrida, estabelecida no Concílio de Preslava.
- Germano (972-990)
- Nicolau (991-1000)
- Filipe (1000-1015)
- Davi (1015-1018)
- João I de Debar (1018) - Rebaixado a arcebispo.

## Arcebispos de Ocrida (1018-1767)

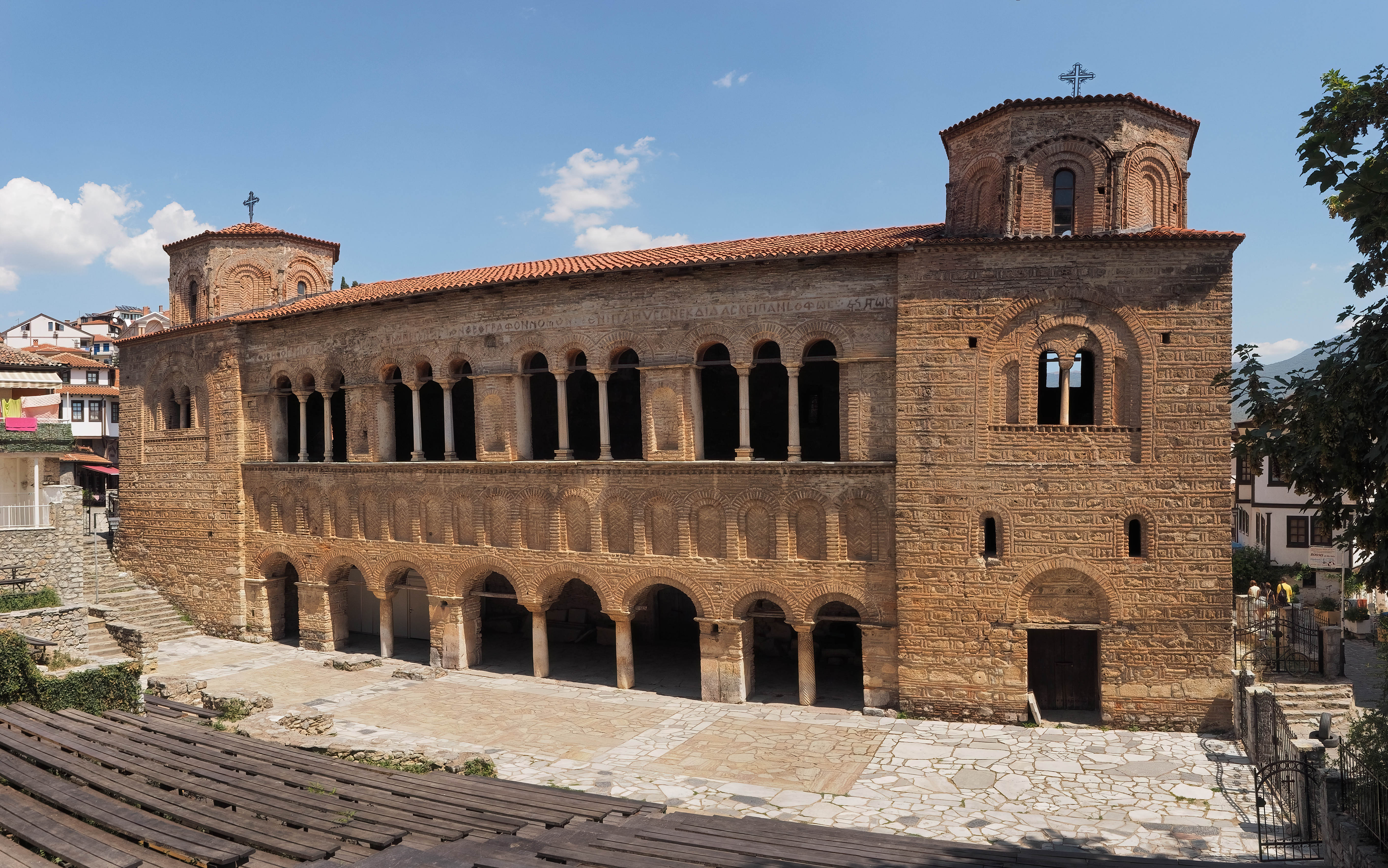
Catedral de Santa Sofia em Ocrida.

Primazes da arquidiocese autônoma, com cátedra em Ocrida, de jure subordinada ao Patriarcado Ecumênico.
- João I de Debar (1018-1037)
- Leão I Paflagônio (1037-1056 ou 1043-1056) - Grego.
- Teódulo de Tetrapol (c. 1054-1064 ou 1056-1065)
- João II Lampinos (1065-1078 ou 1064-1079)
- João III Ainos (1078-1079 ou 1078-1084)
- Teofilato de Ocrida (1078-1108 ou 1084-1107)
- Leão II Mung (1108-1120) - Judeu.
- Miguel (Máximo) (1120 ou 1130) - Eunuco.
- Eustácio (1134)
- João Comnenos (1139/43-1160 ou 1143,1156, 1157) - Arcebispo de Justiniana Prima e Toda a Bulgária. Irmão do Imperador Aleixo I Comnenos.
- Adriano (1150)
- Constantino I (1160 ou 1155, 1157, 1166, 1170)
- Basílio (1160)
- João Camatiro (1183-1213 ou 1183-1216) - Mais tarde Patriarca de Constantinopla.
- Demétrio Comatiano (1216-1234 ou 1216-1235)
- Joanício (1234)
- Sérgio 1250
- Constantino Cabasilas (1250 ou 1255-1259)
- Jacó Proarcio (1275-1285)
- Adriano (?)
- Genádio (?)
- Macário (1295)
- Gregório I (1317)
- Antimos Metocites (1341-1346)
- Nicolau I (1346)
- Gregório II (1364, 1365, 1369, 1378)
- Mateus (1408)
- Nicodemos (1452)
- Nicolau II (1451)
- Zacarias de Ocrida (1460)
- Dositeu I (?)
- Doroteu (1466) - Juramente com seus funcionários e boiardos foi expatriado para Constantinopla em 1466 por causa de suas atividades anti-otomanas durante a rebelião de Skanderbeg.[2]
- Marco Xilocaravis (1466 ou 1467)
- Nicolau II (?)
- Zacarias (1486)
- Prócoro (1528-1550 ou 1528, 1540,1542, 1543,1547, 1550) - Búlgaro. Título patriarcal restaurado.
- Simeão (1550-1557)
- Nicanor (1557-1565)
- Paísio (1565)
- Partênio I (?)
- Sofrônio (1567-1572)
- Gabriel (1572-1588 ou 1585-1587)
- Teódulo II (1588-1590)
- Gregório I ou III (1590 ou 1590-1593)
- Joaquim (1593-1596)
- Atanásio I (1596 ou 1596-1598)
- Varlaam (1598) - Decapitado pelos turcos em Veles.
- Nectários I (1598-1606 ou 1598-1613)
- Mitrofanes (1614 ou 1614-1616)
- Atanásio I (1614-1615)
- Jorge (1616)
- Nectários II (1616-1622 1616-1624)
- Porfírio Paleólogo (1624-1627)
- Jorge (1627-1628)
- Joasafá (1628-1629)
- Abraão Mesaps (1629-1634 ou 1629-1637)
- Melécio I (1637 ou 1637-1643)
- Danilo (?)
- Caritão (1643-1650 ou 1643-1651)
- Daniel (1650-1652)
- Dionísio I (1652 ou 1652-1653)
- Atanásio II (1653-1658)
- Pafinúcio (?)
- Inácio I (1660-1663)
- Arsênio I (1662 ou 1663)
- Zósimo I (1663-1670)
- Panaretos (1671-1673)
- Nectário III (1673-1676)
- Inácio II (c. 1676)
- Teófanes (1676)
- Melécio II (1676 -1677)
- Partênio II (1677-1683)
- Gregório II ou IV (1685 ou 1683-1688)
- Germano (1688-1691)
- Gregório IV ou V (1691-1693)
- Inácio III (1693-1695) - Primeiro mandato.
- Zósimo II (1695-1699) - Primeiro mandato.
- Rafael (1699)
- Germano II (1702-1703)
- Inácio III (c. 1703-1706) - Segundo mandato.
- Dionísio II (1706-1707) - Primeiro mandato.
- Zósimo II (1707-1708) - Segundo mandato.
- Metódio I (1708)
- Zósimo II (1708-1709) - Terceiro mandato (?).
- Dionísio II (1709-1714) - Segundo mandato.
- Filoteu (1714-1718)
- Joasafá II (1719-1745)
- José (1746-1751/1752)
- Dionísio III (1752-1756)
- Metódio II (1757-1758)
- Cirilo (1759-1762)
- Jeremias (c. 1763)
- Ananias (c. 1763)
- Arsênio II (1763-1667)

Arcebispo de Ocrida é um título histórico dado ao primaz do Arcebispado de Ocrida.
O arcebispado foi estabelecido em 1018 pelo rebaixamento do Patriarcado búlgaro autocéfalo a arcebispado. A autonomia do Arcebispado de Ocrida permaneceu respeitada durante os períodos de domínio bizantino, búlgaro, sérvio e otomano sobre a região da Macedônia e continuou a existir até sua abolição em 1767.
Hoje, os primazes da Igreja Ortodoxa Macedônia e o Arcebispado Ortodoxo de Ocrida são ambos pretendentes ao título de Arcebispo de Ocrida.

## Igreja Ortodoxa Macedônia

### Igreja Ortodoxa da Macedônia autônoma (1959–1967 / 2022)
Em 1959, a Igreja Ortodoxa Macedônia foi declarada como a restauração do Arcebispado de Ocrida. A declaração foi celebrada em uma liturgia comum pelos sacerdotes macedônios e pelo Patriarca sérvio Germano em 1959 em Skopje. O Arcebispo Dositeu II foi entronizado como Arcebispo de Ocrida e Macedônia, continuando na linhagem dos Arcebispos de Ocrida.
Em 1962, o Patriarca Sérvio Germano II e o Patriarca russo Aleixo I visitaram a Igreja Ortodoxa Macedônia na festa de São Cirilo e São Metódio em Ocrida. Os dois patriarcas e o arcebispo macedônio Dositeu II celebraram a Santa Liturgia marcando a primeira ocasião em que o primaz da Igreja macedônia se reuniu com líderes de outras Igrejas Ortodoxas.
Em 16 de maio de 2022, o Patriarcado sérvio anunciou o fim do cisma de 1967 entre o Patriarcado e o Arcebispado, restaurando a Igreja macedônia à plena comunhão e a mesma autonomia concedida em 1959.
- Dositeu (1959-1967) - Arcebispo de Ocrida e Macedônia.
- Estevão (2022) - Arcebispo de Ocrida e Macedônia e Justiniana Prima, Metropolita de Escópia.

### Igreja Ortodoxa da Macedônia autocéfala (1967)
Em 19 de julho de 1967, em Ocrida, a Igreja Ortodoxa Macedônia declarou autocefalia da Igreja Ortodoxa Sérvia, um movimento que foi reconhecido pela Igreja Sérvia somente em 24 de maio de 2022 e confirmado em 5 de junho de 2022.
- Dositeu (1967-1981) - Arcebispo de Ocrida e Macedônia, Metropolita de Escópia.
- Angelário (1981-1986)
- Gabriel II (1986-1991)
- Miguel (1991-1999)
- Estevão (1999-) - Arcebispo de Ocrida e Macedônia e Justiniana Prima, Metropolita de Escópia.

### Arcebispado Ortodoxo de Ocrida (2005)
A Igreja Ortodoxa da Macedônia tem um desacordo contínuo com a Igreja Ortodoxa Sérvia após a separação e declaração de autocefalia em 1967, não reconhecida pelas Igrejas Ortodoxas. Depois que as negociações entre as duas Igrejas foram suspensas, a Igreja macedônia rejeitou o acordo de 2002, onde a Igreja macedônia gozaria de reconhecimento como autônoma sob o controle da Igreja sérvia, a Igreja sérvia reconheceu oficialmente o grupo liderado por João Vraniškovski, um ex-bispo da Igreja macedônia, como líderes do Arcebispado de Ocrida sob a tutela do Patriarcado Sérvio em 2005. A Igreja sérvia reconheceu o grupo separatista de Vraniškovski como a restauração do Arcebispado de Ocrida e deu-lhe o título de João VI, Arcebispo de Ocrida. 
Com o restabelecimento da comunhão eucaristia entre a Igreja Ortodoxa Sérvia e a Igreja Ortodoxa Macedônia em 2022, o Arcebispo João concordou em se aposentar por causa da unidade da Igreja e devido a problemas de saúde, que foram agravados por muitos anos de prisão.
- João VI (2005-2022) - Arcebispo de Ocrida e Metropolita de Escópia.